# Parafia św. Mikołaja w Zabłociu
Parafia św. Mikołaja – parafia prawosławna w Zabłociu, w dekanacie Terespol diecezji lubelsko-chełmskiej.
Na terenie parafii funkcjonuje 1 cerkiew i 2 kaplice:
- cerkiew św. Mikołaja w Zabłociu – parafialna
- kaplica Zmartwychwstania Pańskiego w Zabłociu – cmentarna
- kaplica Świętych Niewiast Niosących Wonności w Leniuszkach – cmentarna

W obrębie parafii znajdują się jeszcze 3 kaplice: w Krzywowólce, Wólce Zabłockiej i Zalewszu.

## Historia
Pierwsze wzmianki o istnieniu cerkwi w Zabłociu pochodzą z 1580, szczegółowe informacje na jej temat pochodzą z dokumentów o stulecie młodszych. Przed 1791 parafia przeszła na unię; ponownie została włączona do struktur Kościoła prawosławnego po kasacie unii w Imperium Rosyjskim. Przed bieżeństwem (1915) parafia w Zabłociu liczyła 7 tys. rodzin i była trzecią co do liczebności, po parafiach w Lublinie i Chełmie, prawosławną placówką duszpasterską w regionie. W 1915 większość wiernych uciekła do Rosji. Reaktywacja działalności parafii nastąpiła w 1921. Po zburzeniu parafialnych cerkwi w Międzylesiu i Choroszczynce parafia zabłocka przejęła opiekę duszpasterską nad należącymi dotąd do nich wiernymi. Działalność parafii w dotychczasowym kształcie przerwała akcja „Wisła”. Świątynię otwarto ponownie w 1954. W latach 70. i 80. XX w. w cerkwi parafialnej prowadzone były prace remontowe.
W 2021 r. został oddany do użytku i poświęcony nowy dom parafialny.

## Zasięg terytorialny
Zabłocie, Zabłocie-Kolonia, Szostaki, Zalewsze, Leniuszki, Krzywowólka, Wólka Zabłocka.

## Wykaz proboszczów
- 1933-1936 - ks. Roman Kostanowicz[3]
- 1988–1989 – hieromnich Abel (Popławski)
- 1989–2008 – ks. Jan Kulik
- 2008–2016 – ks. Tomasz Wołosik
- od 2016 – ks. Mirosław Kochan

## Galeria

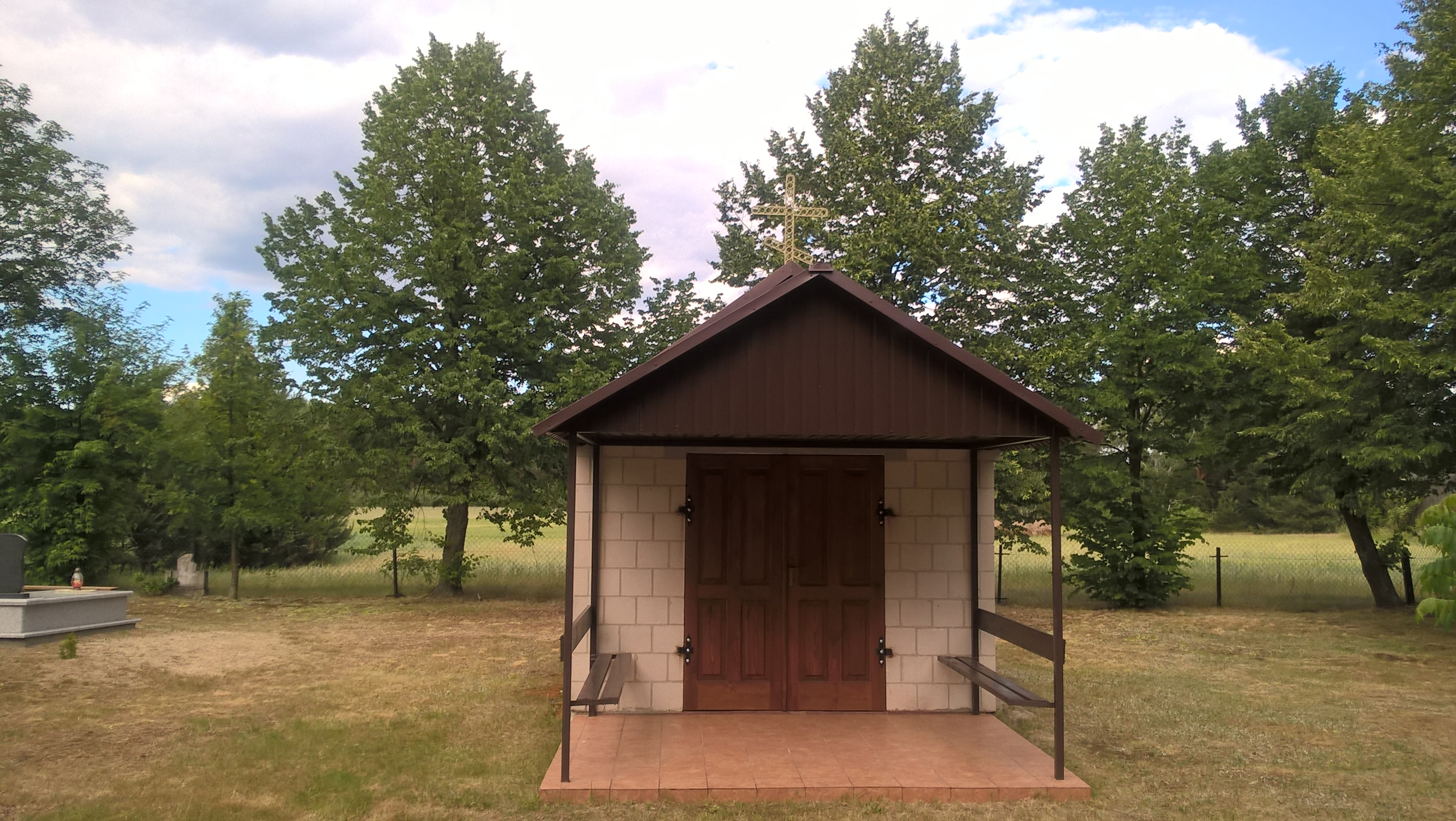
Kaplica cmentarna w Leniuszkach
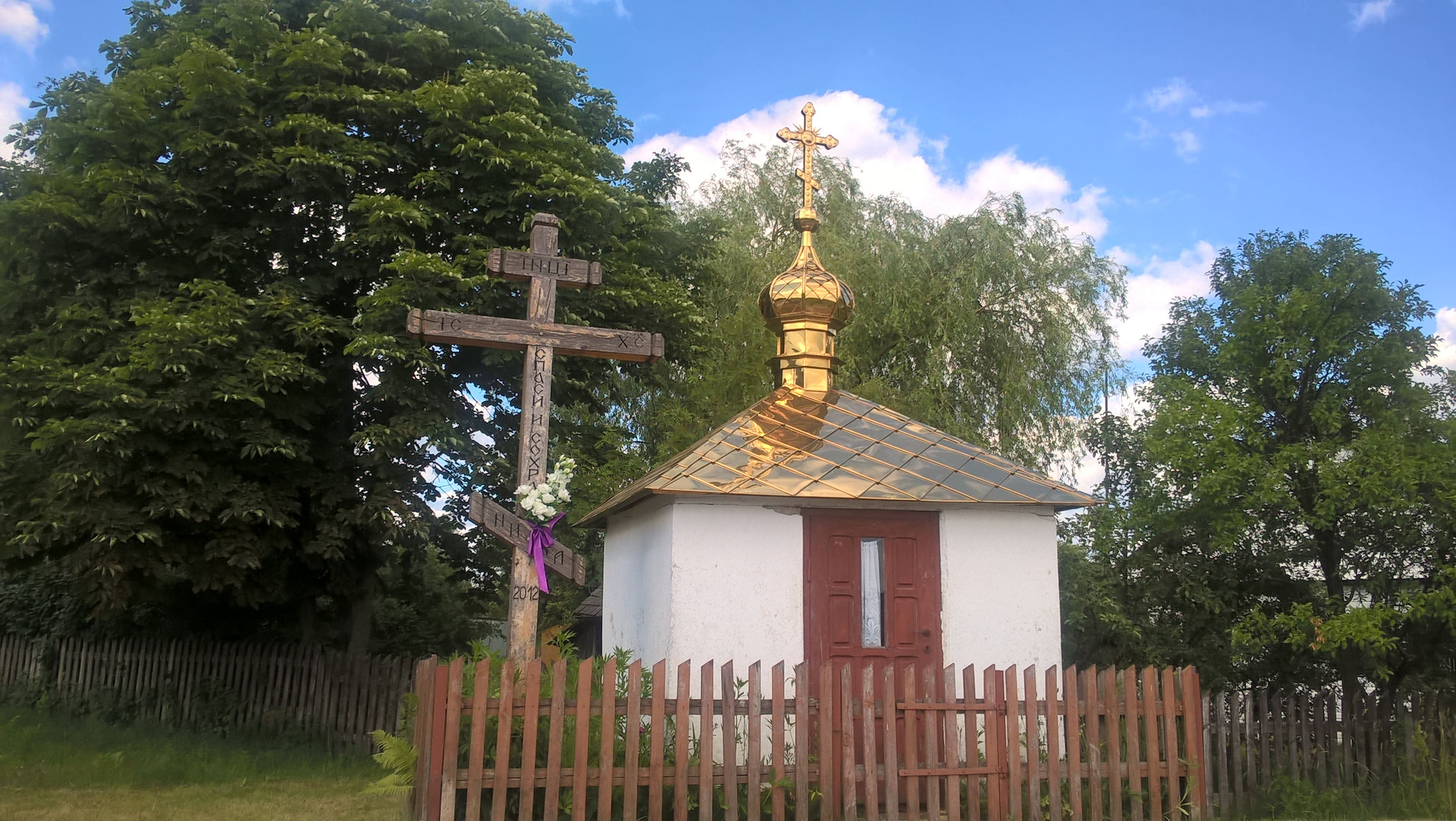
Kaplica w Wólce Zabłockiej
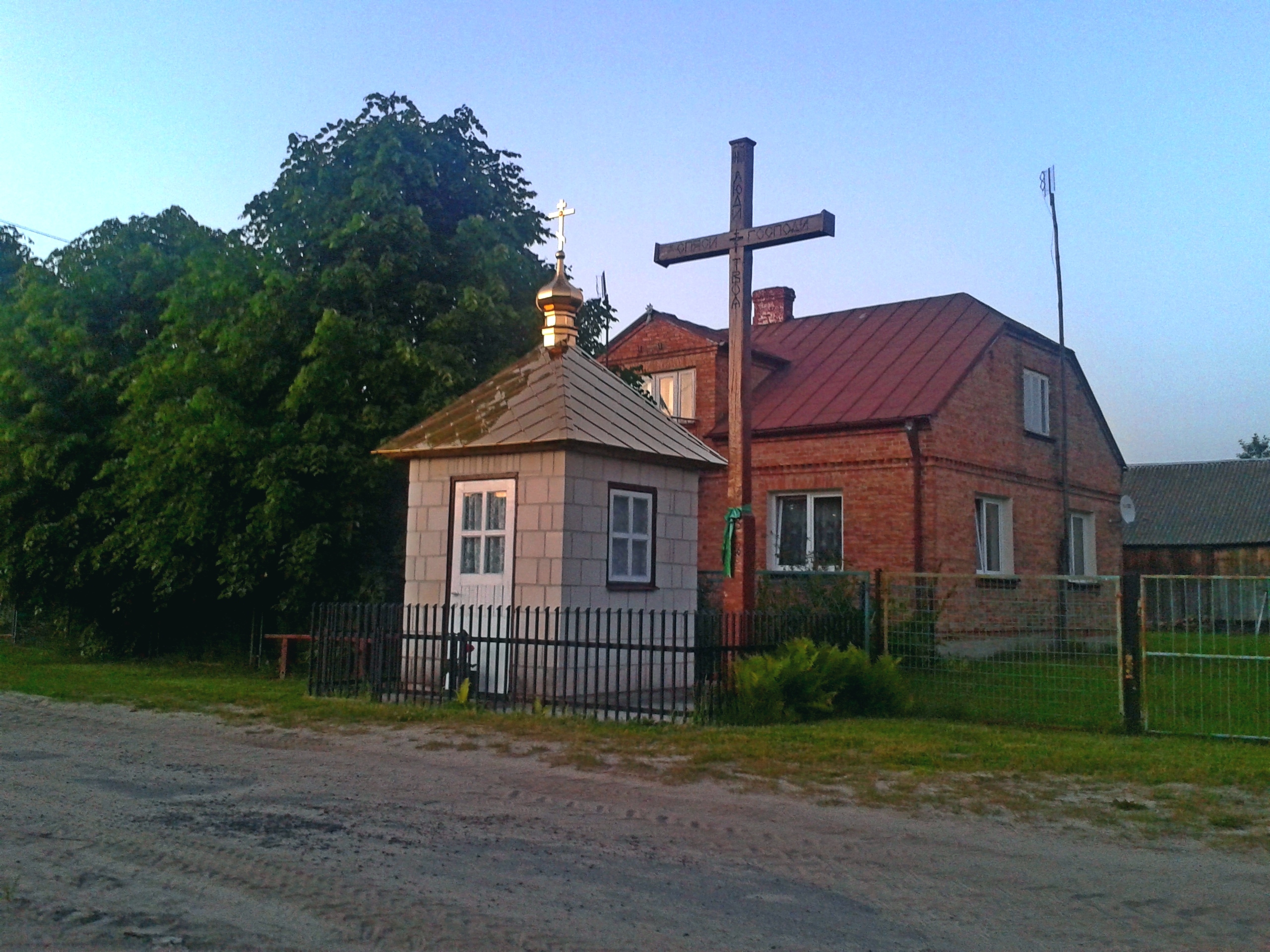
Kapliczka w Zabłociu